# Palaospeum
Palaospeum is een geslacht van weekdieren uit de klasse van de Gastropoda (slakken).

## Soorten
- Palaospeum bertrandi Girardi, 2009
- Palaospeum bessoni (Bernasconi, 1999)